# MTV Video Music Awards 1996
Die Verleihung der MTV Video Music Awards 1996 fand am 4. September 1996 statt. Verliehen wurde der Preis an Videos, die vom 16. Juni 1995 bis zum 14. Juni 1996 ihre Premiere hatten. Die Verleihung fand in der Radio City Music Hall, New York City, New York statt. Moderator war Dennis Miller.
Gewinner des Abends sowie die meisten Nominierungen (neun) erhielten The Smashing Pumpkins, die insgesamt sieben Moonmen nach Hause nehmen konnten, davon sechs für ihr Video zu Tonight, Tonight und einen für 1979. Die Band war vor der Show schwer gebeutelt worden, verloren sie doch kurz vorher ihren Tourkeyboarder wegen einer Überdosis und trennten sich von Schlagzeuger Jimmy Chamberlin. So trat die Gruppe lediglich als Trio auf. Sechs Nominierungen teilten sich Alanis Morissette (Ironic) und Björk (It’s Oh So Quiet). Morisette gewann schließlich drei Awards, ähnlich wie Rapper Coolio.
Auf der Bühne kam es zu einer Reunion von Van Halen mit ihrem ersten Sänger David Lee Roth. Van Halen präsentierten Best Male Video, nutzten aber die Gelegenheit um mehr für sich zu werben, statt den Award zu präsentieren.

## Nominierte und Gewinner
Die jeweils fett markierten Künstler zeigen den Gewinner der Kategorie an.

### Video of the Year
The Smashing Pumpkins – Tonight, Tonight
- Bone Thugs-n-Harmony – Tha Crossroads
- Foo Fighters – Big Me
- Alanis Morissette – Ironic

### Best Male Video
Beck – Where It's At
- Bryan Adams – The Only Thing That Looks Good on Me Is You
- Coolio – 1, 2, 3, 4 (Sumpin' New)
- R. Kelly (feat. Ernie Isley & Ronald Isley) – Down Low (Nobody Has to Know)
- Seal – Don't Cry

### Best Female Video
Alanis Morissette – Ironic
- Björk – It's Oh So Quiet
- Tracy Chapman – Give Me One Reason
- Jewel – Who Will Save Your Soul

### Best Group Video
Foo Fighters – Big Me
- Bone Thugs-n-Harmony – Tha Crossroads
- The Fugees – Killing Me Softly
- Hootie & the Blowfish – Only Wanna Be with You

### Best New Artist in a Video
Alanis Morissette – Ironic
- Tracy Bonham – Mother Mother
- Garbage – Stupid Girl
- Jewel – Who Will Save Your Soul

### Best Hard Rock Video
Metallica – Until It Sleeps
- Alice in Chains – Again
- Marilyn Manson – Sweet Dreams
- Rage Against the Machine – Bulls on Parade

### Best R&B Video
The Fugees – Killing Me Softly
- Toni Braxton – You’re Makin’ Me High
- Mariah Carey and Boyz II Men – One Sweet Day
- D’Angelo – Brown Sugar

### Best Rap Video
Coolio (feat. L. V.) – Gangsta’s Paradise
- 2Pac (feat. Dr. Dre and Roger Troutman) – California Love
- Bone Thugs-n-Harmony – Tha Crossroads
- LL Cool J – Doin’ It

### Best Dance Video
Coolio – 1, 2, 3, 4 (Sumpin’ New)
- Everything but the Girl – Missing
- La Bouche – Be My Lover
- George Michael – Fastlove

### Best Alternative Video
The Smashing Pumpkins – 1979
- Bush – Glycerine
- Everclear – Santa Monica
- Foo Fighters – Big Me

### Best Video From a Film
Coolio (feat. L.V.) – Gangsta’s Paradise (aus Dangerous Minds – Wilde Gedanken)
- Brandy – Sittin’ Up in My Room (aus Waiting to Exhale – Warten auf Mr. Right)
- Bush – Machinehead (aus Fear – Wenn Liebe Angst macht)
- Adam Clayton and Larry Mullen, Jr. – Theme from Mission: Impossible (aus Mission: Impossible)

### Breakthrough Video
The Smashing Pumpkins – Tonight, Tonight
- Björk – It's Oh So Quiet
- Busta Rhymes – Woo Hah!! Got You All in Check
- Foo Fighters – Big Me
- Garbage – Queer
- Radiohead – Just

### Best Direction in a Video
The Smashing Pumpkins – Tonight, Tonight (Regie: Jonathan Dayton und Valerie Faris)
- Björk – It’s Oh So Quiet (Regie: Spike Jonze)
- Foo Fighters – Big Me (Regie: Jesse Peretz)
- Alanis Morissette – Ironic (Regie: Stéphane Sednaoui)

### Best Choreography in a Video
Björk – It’s Oh So Quiet (Choreograf: Michael Rooney)
- Janet Jackson – Runaway (Choreografin: Tina Landon)
- George Michael – Fastlove (Choreografen: Vaughan und Anthea)
- Quad City DJ’s – C’mon N' Ride It (The Train) (Choreografen: Quad City DJ’s)

### Best Special Effects in a Video
The Smashing Pumpkins – Tonight, Tonight (Special Effects: Chris Staves)
- The Beatles – Free as a Bird (Special Effects: Johnny Senered, Kristen Johnson und Ben Gibbs)
- Bone Thugs-n-Harmony – Tha Crossroads (Special Effects: Cameron Noble)
- Green Day – Walking Contradiction (Special Effects: Jefferson Wagner and Brian Boles)

### Best Art Direction in a Video
The Smashing Pumpkins – Tonight, Tonight (Art Directors: K. K. Barrett und Wayne White)
- Björk – It’s Oh So Quiet (Art Director: Teri Whitaker)
- The Cranberries – Salvation (Art Director: William Abelo)b
- R.E.M. – Tongue (Art Director: Clam Lynch)

### Best Editing in a Video
Alanis Morissette – Ironic (Editor: Scott Gray)
- Beck – Where It's At (Editor: Eric Zumbrunnen)
- Red Hot Chili Peppers – Warped (Editor: Hal Honigsberg)
- The Smashing Pumpkins – Tonight, Tonight (Editor: Eric Zumbrunnen)

### Best Cinematography in a Video
The Smashing Pumpkins – Tonight, Tonight (Kamera: Declan Quinn)
- Brandy (feat. Wanya Morris) – Brokenhearted (Kamera: Martin Coppen)
- Eric Clapton – Change the World (Kamera: Peter Nydrle and Marco Mazzei)
- Madonna – You'll See (Kamera: Adrian Wild)

### Viewer’s Choice
Bush – Glycerine
- Bone Thugs-n-Harmony – Tha Crossroads
- Coolio (feat. L.V.) – Gangsta’s Paradise
- Metallica – Until It Sleeps
- Alanis Morissette – Ironic
- The Smashing Pumpkins – Tonight, Tonight

### International Viewer’s Choice Awards

#### MTV Asia
Seo Taiji & Boys – Come Back Home
- Dewa 19 – Cukup Siti Nurbaya
- IE – Chan Tang Jai
- Put3Ska – Manila Girl

#### MTV Brasil
Skank – Garota Nacional
- Fernanda Abreu – Veneno da Lata
- Baba Cósmica – Sábado de Sol
- Barão Vermelho – Vem Quente Que Eu Estou Fervendo
- Chico Science & Nação Zumbi – Manguetown
- Engenheiros do Hawaii – A Promessa
- Os Paralamas do Sucesso – Lourinha Bombril
- Pato Fu – Qualquer Bobagem
- Raimundos – Eu Quero Ver o Oco
- Renato Russo – Strani Amori
- Sepultura – Roots Bloody Roots
- Titãs – Eu Não Aguento

#### MTV Europe
George Michael – Fastlove
- Björk – It’s Oh So Quiet
- Die Fantastischen Vier – Sie ist weg
- Jovanotti – L’Ombelico del Mondo
- Pulp – Disco 2000

#### MTV India
Colonial Cousins – Sa Ni Dha Pa
- Asha Bhosle – Piya Tu Ab To Aaja
- Biddu – Boom Boom
- Indus Creed – Sleep
- Shaan and Style Bhai – Roop Tera Mastana

#### MTV Japan
Kuroyume – Pistol
- Ken Ishii – Extra
- Toshinobu Kubota – Funk It Up
- The Mad Capsule Markets – Walk!
- Seiko – Let’s Talk About It

#### MTV Latin America
Soda Stereo – Ella Usó Mi Cabeza Como un Revólver
- Los Fabulosos Cadillacs – Mal Bicho
- Illya Kuryaki and the Valderramas – Abarajame
- Maldita Vecindad y los Hijos del 5to. Patio – Don Palabras
- Eros Ramazzotti – La Cosa Más Bella

#### MTV Mandarin
Nana Tang – Freedom
- Dou Wei – Outside the Window
- Andy Lau – Truly Forever
- Eric Moo – Love Is So Heavy
- Regina Tseng – From Dark to Light

## Liveauftritte

### Preshow
- Beck – Where It's At
- No Doubt – Spiderwebs/Just a Girl

### Hauptshow
- The Smashing Pumpkins – Tonight, Tonight
- The Fugees (feat. Nas) – Medley (Killing Me Softly/Fu-Gee-La/Ready or Not/If I Ruled the World (Imagine That))
- Metallica – Until It Sleeps
- LL Cool J – Doin It
- Neil Young – The Needle and the Damage Done (live from the Rock and Roll Hall of Fame in Cleveland)
- Hootie & the Blowfish – Sad Caper
- Alanis Morissette – Your House
- Bush – Machinehead
- The Cranberries – Salvation
- Oasis – Champagne Supernova
- Bone Thugs-N-Harmony – Tha Crossroads
- Kiss – Rock and Roll All Nite (live from beneath the Brooklyn Bridge)

## Appearances

### Hauptshow
- Mariah Carey – präsentierte Best Group Video
- Kevin Bacon und Rosie O’Donnell – präsentierten Best New Artist in a Video
- Claudia Schiffer und Red Hot Chili Peppers (Anthony Kiedis and Flea) – präsentierten Best Dance Video
- Béla Károlyi – trat zusammen mit Lars Ulrich und Hootie & the Blowfish auf
- Toni Braxton und Dennis Rodman – präsentierten Breakthrough Video
- Norm Macdonald (as Bob Dole) – trat in einem Spot zum Viewer’s Choice Award auf
- Beck und Chris Rock – präsentierten Best R&B Video
- Michael Buffer – kündigte LL Cool J an
- Geena Davis – präsentierte Best Direction in a Video
- die Astronauten Valery Korzun und Aleksandr Kaleri (aus der Raumstation Mir) – wurden von Dennis Miller per Satellitenübertragung interviewt
- Jenny McCarthy und Damon Wayans – präsentierten Best Rap Video
- 2Pac und Snoop Doggy Dogg – präsentierten Best Hard Rock Video
- Seal – kündigte Alanis Morissette an
- Darrell Hammond (as Bill Clinton) – trat in einem Spot zum Viewer’s Choice Award auf
- Beavis and Butt-head – kündigten die International Viewer’s Choice Award Gewinner an
- VJs Rahul Khanna (India), George Williams (Japan), Eden Harel (Europe), Sabrina Parlatore (Brasil), Edith Serrano (Latin America), Mike Kasem (Asia) und Stacy Hsu (Mandarin) – kündigten die Viewer’s Choice Gewinner an
- Tim Robbins – präsentierte Best Alternative Video
- Janeane Garofalo – kündigte The Cranberries an
- Gwyneth Paltrow – kündigte die Gewinner der professionellen Kategorien an
- Aerosmith (Steven Tyler and Joe Perry) – präsentierten Viewer’s Choice
- Ewan McGregor und Ewen Bremner – kündigten Oasis an
- Van Halen – präsentierte Best Male Video
- Susan Sarandon – präsentierte Best Female Video
- Jay Leno – trat in einem Spot zu Video of the Year an und kündigte Kiss an
- Sharon Stone – präsentierte Video of the Year

### Post-show
- John Norris und Alison Stewart – präsentierten Best Video from a Film